# Anthony Rendon
Anthony Michael Rendon (ur. 6 czerwca 1990) – amerykański baseballista występujący na pozycji drugobazowego i drugobazowego w Los Angeles Angels.

## Przebieg kariery
Rendon studiował na Rice University, gdzie w latach 2009–2011 grał w drużynie uniwersyteckiej Rice Owls. W 2010 jako drugoroczniak otrzymał Dick Howser Trophy dla najlepszego baseballisty w NCAA. W czerwcu 2011 został wybrany w pierwszej rundzie draftu z numerem szóstym przez Wsahington Nationals i początkowo występował w klubach farmerskich tego zespołu, między innymi w Harrisburg Senators, reprezentującym poziom Double-A. W Major League Baseball zadebiutował 21 kwietnia 2013 w meczu przeciwko New York Mets zastępując kontuzjowanego Ryana Zimmermana.
W sezonie 2014 został wyróżniony spośród trzeciobazowych otrzymując nagrodę Silver Slugger Award, a w głosowaniu na najbardziej wartościowego zawodnika sezonu zasadniczego zajął 5. miejsce. 30 kwietnia 2017 w wygranym przez Nationals 23–5 meczu z New York Mets ustanowił rekord klubowy, zaliczając 10 RBI, a w całym spotkaniu zaliczył 6 odbić na 6 podejść, w tym 3 home runy. Rendon został drugim zawodnikiem w historii MLB, który zaliczył 10 RBI przy 6 wybiciach. Wcześniej dokonał tego Walker Cooper z Cincinnati Reds w sezonie 1949.
W grudniu 2019 podpisał siedmioletni kontrakt z Los Angeles Angels.

## Nagrody i wyróżnienia
| Nagroda/wyróżnienie      | Lata       | Źródło |
| 2× Silver Slugger Award  | 2014, 2019 | [ 2 ]  |
| Zwycięzca w World Series | 2019       | [ 2 ]  |